# Andělíčku, můj strážníčku

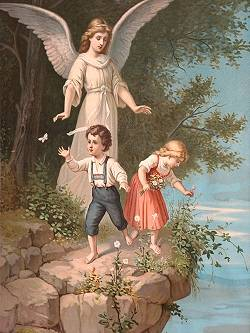
Fridolin Leiber: Anděl strážný

Andělíčku, můj strážníčku je tradiční katolická modlitba k andělu strážnému, kterou se zpravidla modlí děti před spaním. 

## Historie
Původní latinská modlitba k andělu strážnému byla připisována svatému Anselmu z Canterbury († 1109), nyní je připisována Reginaldu z Canterbury, který byl Anselmovým současníkem.

## České verze
V češtině má modlitba více variant, které zachovávají první dva verše; dále se od sebe liší, někdy jen nepatrně. Některé starší verze obsahují pouze první dva verše (po slova „mou dušičku“).
| „                             | Andělíčku, můj strážníčku, opatruj mi mou dušičku, opatruj ji dnem i nocí od škody a od zlé moci. Duši, tělo opatruj, andělíčku strážce můj. | “ |
| — Adolf Frumar: Slabikář 1918 | |   |

## Některé cizojazyčné verze
| slovensky: Anjeličku, môj strážničku, opatruj moju dušičku. Opatruj ju vo dne, v noci, buď mi stále na pomoci. |  |  |  | polsky: Aniele Boży, stróżu mój, ty zawsze przy mnie stój. Rano, wieczór, we dnie, w nocy bądź mi zawsze ku pomocy. Strzeż duszy, ciała mego, zaprowadź mnie do żywota wiecznego. |

| latinsky: Angele Dei, qui custos es mei, me, tibi commissum pietate superna, illumina, custodi, rege et guberna. |  |  |  | německy: Engel Gottes, der du mein Beschützer bist, erleuchte, beschirme, leite und regiere mich, der ich dir von des Höchsten Vaterliebe anvertraut bin. |

| anglicky: Angel of God, my guardian dear, to whom God's love commits me here, ever this day be at my side, to light, to guard, to rule, and guide. |  |  |  | francouzsky: Ange de Dieu, qui es mon gardien, et à qui j’ai été confié par la Bonté divine, éclaire-moi, défends-moi, conduis-moi et dirige-moi. |

| italsky: Angelo di Dio, che sei il mio custode, illumina, custodisci, reggi e governa me, che ti fui affidato dalla Pietà Celeste. |  |  |  | nizozemsky: Engel van God, die mijn bewaarder zijt, aan wie de goddelijke goedheid mij heeft toevertrouwd, verlicht, bewaar, geleid en bestuur mij. |

| portugalsky: Santo Anjo do Senhor, meu zeloso guardador, Se a ti me confiou a piedade divina, sempre me rege, me guarda, me governa e me ilumina. |

## Zajímavost
Modlitba k andělíčku strážníčkovi je v české literatuře zmiňována již v polovině 19. století, např. Boženou Němcovou v pohádce O třech sestrách (1848). Josef Kajetán Tyl ji dokonce umístil do povídky, která se odehrává v 15. století.